# Yed Prior
Yed Prior (delta Ophiuchi) is een heldere ster in het sterrenbeeld Slangendrager (Ophiuchus).
De ster staat ook bekend als Yad, Yed en Jed.